# Église Saint-François-Régis de Saint-Étienne
L'église Saint-François-Régis de Saint-Étienne est une église de Saint-Étienne dans le département de la Loire. L'église et sa sacristie sont inscrites au titre des monuments historiques par arrêté du 14 mai 2008.

## Historique

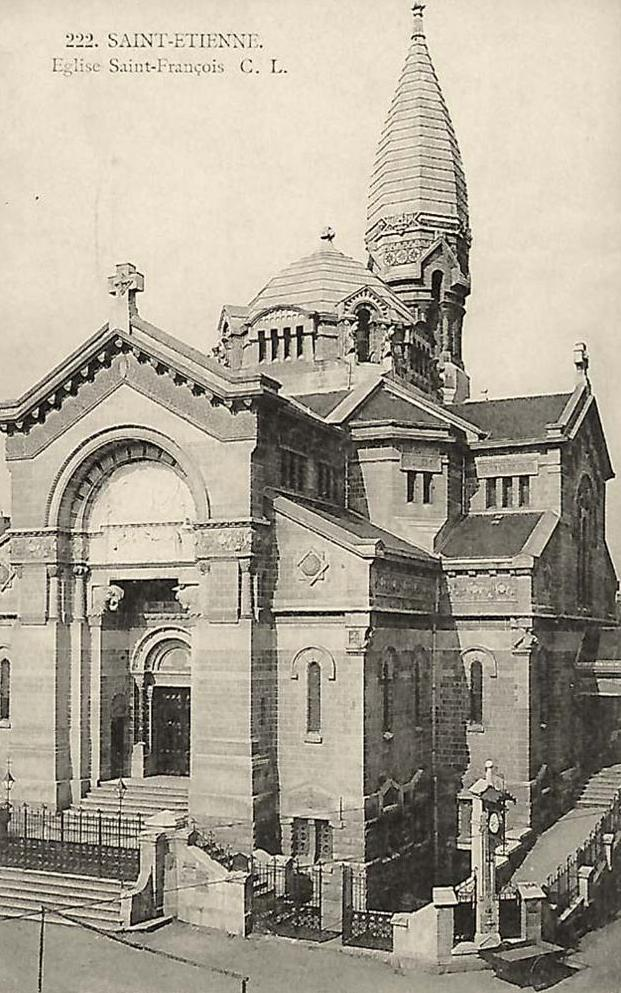
L'église vers 1900.

Plusieurs églises se sont succédé à cet endroit : La première, édifiée en 1858 par l'abbé de Laplagne, puis est érigée en paroisse en 1860. À la demande de l'abbée Fustier, elle est reconstruite en 1910 par l'architecte Paul Noulin-Lespès. Elle est lourdement endommagée par le bombardement du 26 mai 1944, puis reconstruite par l'architecte Édouard Hur et l'abbé Court, sur le même plan. Le clocher est démoli en 1972.